# Zilchia ivis
Zilchia ivis е вид десетоного от семейство Pseudothelphusidae.

## Разпространение и местообитание
Видът е разпространен в Коста Рика.
Обитава сладководни басейни, реки и потоци.